# Le Sultan rouge

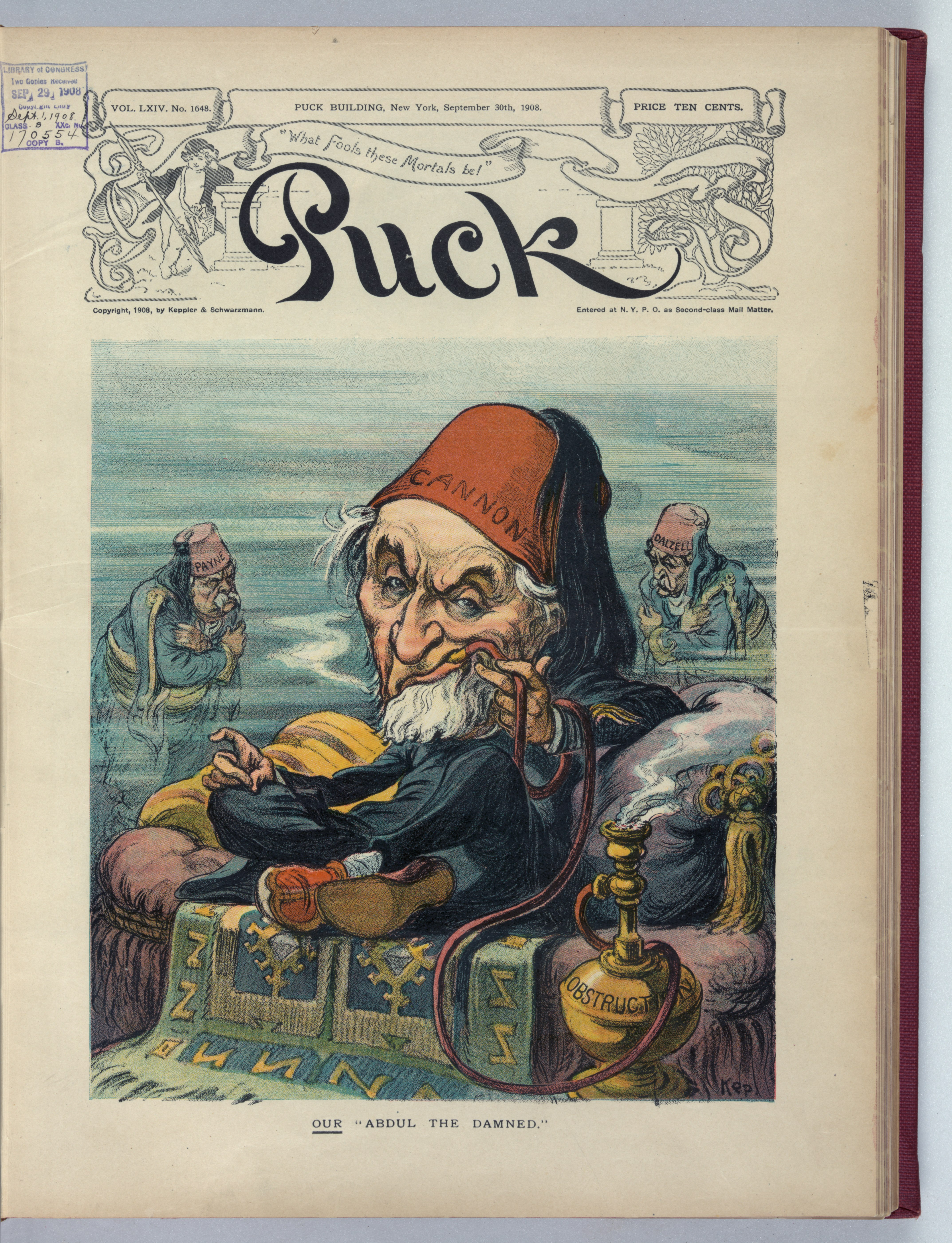
Abdul the damned.

Le Sultan rouge (Abdul the Damned) est un film britannique réalisé par Karl Grune et sorti en 1935.
Il a été réalisé dans les studios British International Pictures.

## Synopsis
Dans l'Empire ottoman quelques années avant la Première Guerre mondiale, sous le règne d'Abdul Hamid II, de jeunes Turcs constitutionnalistes essaient de détrôner le sultan pour prendre le pouvoir.

## Fiche technique
- Titre original : Abdul the Damned
- Réalisation : Karl Grune
- Scénario : Robert Neumann, Ashley Dukes, Roger Burford, Warren Chetham-Strode, Emeric Pressburger, Curt Siodmak
- Producteur : Max Schach
- Photographie : Otto Kanturek
- Musique : Hanns Eisler
- Montage : A.C. Hammond, Walter Stokvis
- Production : Alliance-Capital Productions
- Distribution : 	Wardour Films (UK), Columbia Pictures (US)
- Durée : 111 minutes
- Dates de sortie : 
  - Royaume-Uni : 23 septembre 1935
  - États-Unis :	10 mai 1936

## Distribution

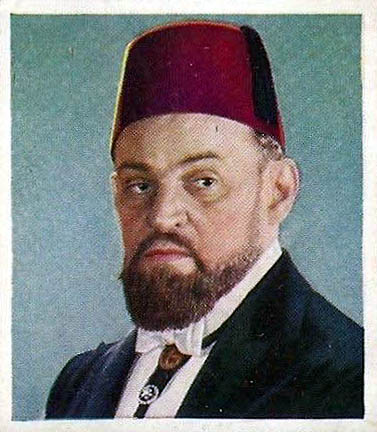
Fritz Kortner dans le rôle d'Abdülhamid II.

- Fritz Kortner : Sultan Abdülhamid II / Kelar
- Nils Asther : Chef de la police Kadar-Pasha
- John Stuart : Captaine Talak-Bey
- Adrienne Ames : Therese Alder
- Esme Percy : Ali - Chef des eunuques
- Walter Rilla : Hassan-Bey
- Charles Carson : Général Hilmi-Pasha
- Patric Knowles : Omar - Hilmi's Attache
- Eric Portman :  Conspirateur
- Clifford Heatherley : Court Doctor
- Henry B. Longhurst : Général des gardes
- Annie Esmond : Therese's Train Companion
- Harold Saxon-Snell : Chief Interrogator
- George Zucco : Officier of the Firing Squad
- Robert Naylor : chanteur d'opéra
- Warren Jenkins : jeune chanteur turc
- Henry Peterson : l'espion
- Arthur Hardy : l'ambassadeur

## Bande originale
L'instrumentation de la musique du compositeur Hanns Eisler est similaire à celle de sa Petite symphonie op.29.